# بخش موچکاپسکی
شهرستان موچکاپسکی (به لاتین: Muchkapsky District) یک سکونتگاه مسکونی در روسیه است که در استان تامبوف واقع شده‌است.